# Psychoda solitaria
Psychoda solitaria és una espècie d'insecte dípter pertanyent a la família dels psicòdids que es troba a les illes Seychelles.